# Запис храст код цркве (Појате)
Запис храст код цркве (Појате)  се налази на парцели чији је власник Црквена општина Ћићевачка.

## Локација
| Општина             | Ћићевац                                                                     |
| Катастарска општина | Појате                                                                      |
| Потес               | Новине                                                                      |
| Координате          | 43° 44′ 45″ С; 21° 27′ 08″ И / 43.745800000000003° С; 21.452100000000002° И |
| Надморска висина    | m                                                                           |

## Карактеристике
Дендрометријске вредности утврђене на терену и сателитским снимцима:
| Стабло                     | Храст |
| Висина стабла              | m     |
| Обим дебла                 | m     |
| Пречник крошње             | 3m    |
| Пречник дебла              | m     |
| Висина дебла до прве гране | m     |

## База записа
Запис је у оквиру Викимедија пројекта "Запис - Свето дрво" заведен под редним бројем 0530.